# S.S. Juve Stabia
Società Sportiva Juve Stabia er en italiensk fodboldklub fra Castellammare di Stabia, som spiller i landets næstbedste række Serie B. Klubben blev oprindeligt grundlagt i 1907, men er siden blev genoprettet tre gange på grund af økonomiske problemer, senest i 2001.